# مارتي بانكس
مارتي بانكس (بالإنجليزية: Marty Banks)‏ هو لاعب اتحاد الرغبي نيوزلندي، ولد في 19 سبتمبر 1989 في Reefton ‏ في نيوزيلندا.

## وصلات خارجية
- مارتي بانكس على موقع ItsRugby.co.uk (الإنجليزية)